# Fanny Howe
Fanny Howe (ur. 15 października 1940 w Buffalo w stanie Nowy Jork, zm. 8 lipca 2025 w Cambridge w stanie Massachusetts) – amerykańska poetka i prozaiczka.
Ojciec Mark DeWolfe Howe – prawnik; matka, Mary Manning, urodzona w Dublinie, aktorka i scenarzystka teatru Abbey Theatre.
Była profesorem University of California, San Diego.